# Elas por Elas
Elas por Elas  (título en español: Caminos cruzados) es una telenovela brasileña creada por Thereza Falcão y Alessandro Marson y emitida por TV Globo del 25 de septiembre de 2023 al 12 de abril de 2024, basada en la telenovela de 1982 del mismo título. Está protagonizada por Deborah Secco, Késia Estácio, Isabel Teixeira, Thalita Carauta, Mariana Santos, Karine Teles y Maria Clara Spinelli.

## Reparto

### Reparto principal
| Actor/Actriz         | Personaje                                 |
| -------------------- | ----------------------------------------- |
| Deborah Secco        | Lara Furtado Lopes Pompeu                 |
| Isabel Teixeira      | Helena Aranha Muniz / Maria Fromet        |
| Thalita Carauta      | Adriana Ferraz                            |
| Mariana Santos       | Natália Cardoso                           |
| Karine Teles         | Ana Carolina Soffredini (Carol)           |
| Késia Estácio        | Taís Cury (Patinha)                       |
| Maria Clara Spinelli | Renée Venturini                           |
| Lázaro Ramos         | Mário Cury (Mário Fofoca)                 |
| Mateus Solano        | Jonas Muniz                               |
| Marcos Caruso        | Sérgio Aranha                             |
| Rayssa Bratillieri   | Ísis Ferraz Aranha                        |
| Filipe Bragança      | Giovanni Aranha Muniz (Gio)               |
| Cássio Gabus Mendes  | Dr. Roberto Bastos                        |
| Alexandre Borges     | Pedro Cardoso                             |
| Valentina Herszage   | Cristiane Furtado Lopes Pompeu (Cris)     |
| Luan Argollo         | Marcos Aranha Cardoso                     |
| Luan Argollo         | Bruno Cardoso                             |
| Paula Cohen          | Miriam Lúcia Valente / Bernadete Oliveira |
| Monique Alfradique   | Érica Venturini Cintra                    |
| Luis Navarro         | Eduardo Cintra (Edu)                      |
| Mariah da Penha      | Raquel Cury                               |
| Cosme dos Santos     | Evilásio Cury                             |
| Maria Ceiça          | Marlene Ferraz                            |
| Castorine            | Yeda Furtado Lopes Pompeu                 |
| Richard Abelha       | Antônio Xavier Venturini (Tony)           |
| Bia Santana          | Victória Xavier Venturini (Vic)           |
| Mary Sheila          | Márcia Xavier / Suzana                    |
| César Mello          | Wagner Xavier / Moacyr                    |
| Pedro Caetano        | Ricardo Rocha (Rico)                      |
| Viétia Zangrandi     | Vilma Lins                                |
| Antonio Tabet        | Fagundes                                  |
| Paula Burlamaqui     | Drª. Lígia Carvalho                       |
| Diego Cruz           | Aramis                                    |
| Luciano Mallmann     | Carlinhos                                 |
| Regiana Antonini     | Maninha                                   |
| Ludmila Rosa         | Nice                                      |
| Magda Gomes          | Wanda                                     |
| Chao Chen            | Ulisses                                   |
| Laura Fernandez      | Carmem                                    |
| Gahbi                | Polvilho                                  |
| Maiara Astarte       | Cláudia                                   |

### Participaciones especiales
| Actor/Actriz       | Personaje                       |
| ------------------ | ------------------------------- |
| Sergio Guizé       | Átila Pompeu / Herbert          |
| Erom Cordeiro      | Danilo Drummond                 |
| Jonas Bloch        | Petrúcio Jardim                 |
| Júlia Lemmertz     | Ester Soffredini                |
| Esther Góes        | Maria Adelaide Novaes (Lazinha) |
| Reginaldo Faria    | André Spina / Jacques Leclair   |
| Eliane Costa       | Drª. Dilma                      |
| Paulo Verlings     | Itamar                          |
| Angela Rebello     | Beatriz                         |
| Daniel Andrade     | Lorenzo                         |
| Anja Bittencourt   | Magali                          |
| Carolina Chalita   | Analice                         |
| Bia Guedes         | Alicia Chaves                   |
| Francisco Vitti    | Jairinho                        |
| Luiza Lemmertz     | Ester Soffredini (joven)        |
| Shimon Nahmias     | Silas Macedo                    |
| Mila Carmo         | Ceci                            |
| Rodrigo Ferrarini  | Dr. José Roberto                |
| Daniel Ratto       | Rivaldo                         |
| Juliana França     | Júlia                           |
| Pia Manfroni       | Vanusa                          |
| Rita Fischer       | Mercedes                        |
| Camila Lucciola    | Rafaela                         |
| Sarito Rodrigues   | Eugênia                         |
| Carla Pompílio     | Juíza                           |
| Kíria Malheiros    | Lara (joven)                    |
| Liza Del Dala      | Taís (joven)                    |
| Fernanda Lasevitch | Helena (joven)                  |
| Mari Oliveira      | Adriana (joven)                 |
| Jade Mascarenhas   | Natália (joven)                 |
| Sabrina L'Astorina | Carol (joven)                   |
| Shi Menegat        | Renée (joven)                   |
| Dani Flomin        | Jonas (joven)                   |
| Caian Zattar       | Pedro (joven)                   |
| André Senna        | Sérgio (joven)                  |
| Karla Bonfá        | Miriam (joven)                  |
| Thalita Morete     | Sí misma                        |

## Producción
En diciembre de 2022, se informó que se aprobó la sinopsis de la próxima telenovela de Thereza Falcão y Alessandro Marson, que, a diferencia de sus trabajos anteriores, sería una telenovela contemporánea, y estaba programada para estrenarse después del final de Amor Perfeito, en la segunda mitad de 2023. Al mes siguiente, se anunció que sería una nueva versión de la telenovela Elas por Elas de 1982, creada por Cassiano Gabus Mendes, con Amora Mautner como directora. La preproducción comenzó en abril de 2023, con una reunión entre el elenco y el equipo en Estúdios Globo. El 17 de julio de 2023 se inició el rodaje en Río de Janeiro, ciudad definida para el escenario de la historia, a diferencia de la versión original que estaba ambientada en São Paulo.

## Audiencia
| Temporada | Episodios | Primera emisión          | Primera emisión              | Última emisión      | Última emisión               | Prom. de espectadores (Puntos de rating) |
| Temporada | Episodios | Fecha                    | Audiencia (Puntos de rating) | Fecha               | Audiencia (Puntos de rating) | Prom. de espectadores (Puntos de rating) |
| --------- | --------- | ------------------------ | ---------------------------- | ------------------- | ---------------------------- | ---------------------------------------- |
| 1         | 171       | 25 de septiembre de 2023 | 20.1                         | 12 de abril de 2024 | —                            | —                                        |